# Zahlschein

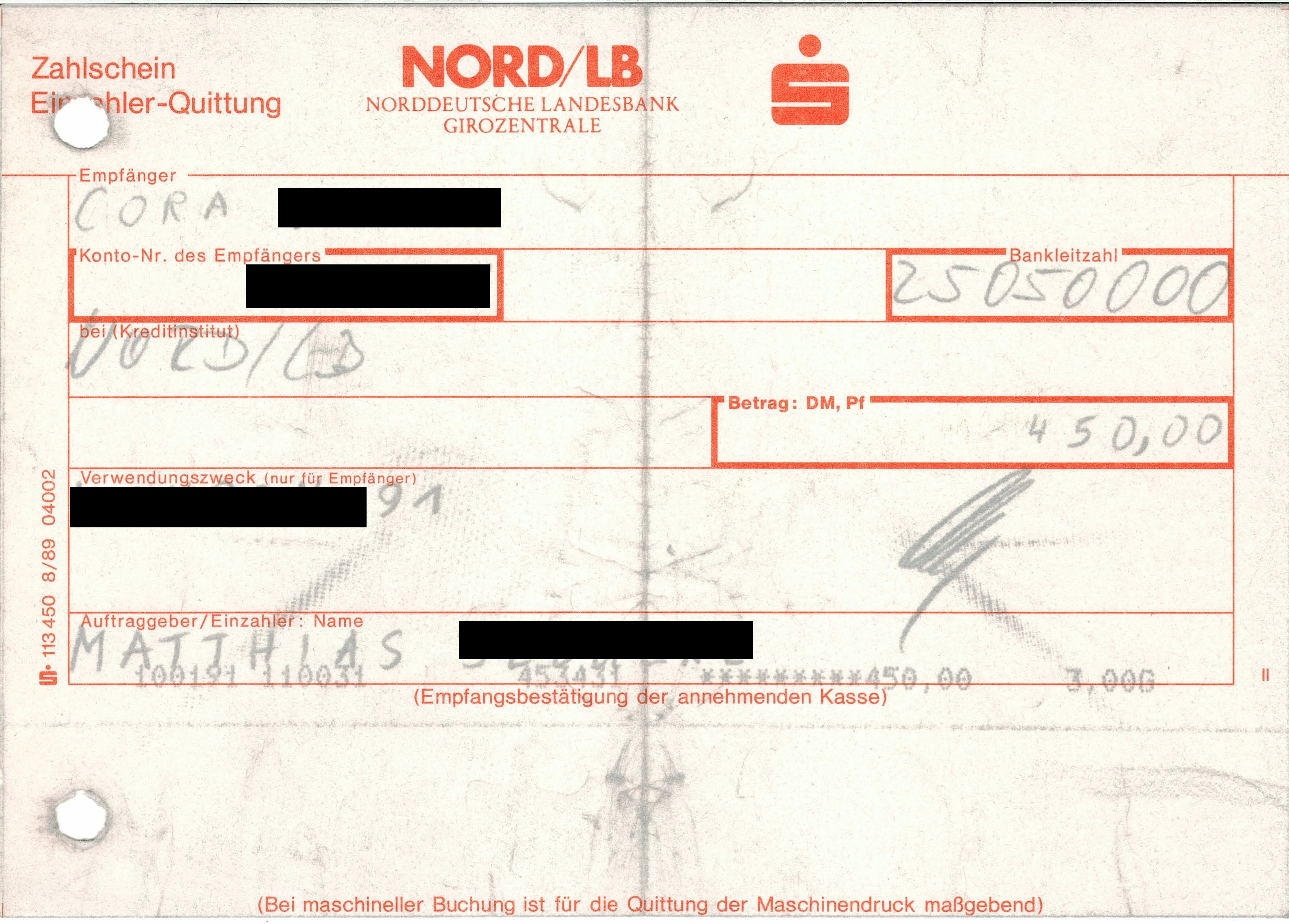
Zahlschein und Einzahler-Quittung – Norddeutsche Landesbank Girozentrale (1991)

Der Zahlschein, Erlagschein oder Einzahlungsschein ist im Bankwesen ein Vordruck für den halbbaren Zahlungsverkehr, der zur Bareinzahlung auf ein fremdes oder auf das eigene Zahlungskonto verwendet wird.

## Allgemeines
Bei der halbbaren Zahlung benötigt nur ein Beteiligter ein Girokonto. Der Zahlungsstrom besteht bei der Bareinzahlung oder Barauszahlung aus Bargeld, dazwischen wird Buchgeld transferiert. Entweder zahlt der Zahlungspflichtige bar auf ein Konto des Zahlungsempfängers (Bareinzahlung) ein oder das Konto des Zahlungspflichtigen wird belastet und der Zahlungsempfänger erhält eine Barauszahlung. Halbbar ist außerdem die Barabhebung vom eigenen Girokonto.

## International

### Deutschland
In Deutschland ist im Zuge der digitalen Transformation ist u. a. Paysafecash entstanden. Es wird Online hierbei ein Code generiert, welcher ausgedruckt oder in gespeicherter Form als Zahl- oder Bezugsschein dient. Verbreitete Zahlstellen sind etwa Kassensysteme von Supermärkten und Fahrkartenautomaten. So kann z. B. auch die Auszahlung von Hartz-IV-Geldern im Supermarkt vorgenommen werden. Die maschinenlesbaren Teile des Zahlscheins werden mit der Schrift OCR-B bedruckt. Der Begriff des Zahlscheins ist im dortigen Bankwesen auf den Inlandszahlungsverkehr beschränkt.

### Österreich
In Österreich wird der Zahlschein oder Überweisungsträger als „Erlagschein“ (vor allem im Postbankverkehr) oder „Posterlagschein“ bezeichnet, auch wenn die Umstellung auf die SEPA-Zahlungsanweisung endgültig per 1. Februar 2014 erfolgte.

### Schweiz
In der Schweiz hieß der Zahlschein bei der Post Einzahlungsschein bzw. Einzahlungsschein mit Referenznummer (französisch bulletin de versement, italienisch bollettino di versamento). Seit dem 30. Juni 2020 und bis am 30. September 2022  ersetzte die QR-Rechnung schrittweise die verschiedenen bisher benutzten Einzahlungsscheine.

### SEPA-Raum
Im Europäischen Zahlungsraum (SEPA) ersetzt für Zahlungen in Euro die neue SEPA-Zahlungsanweisung als Zahlungsbeleg die bisherigen Zahlscheine, Erlagscheine, Überweisungen und in EU-Staaten die EU-Überweisungen (andere Staaten: Auslandsüberweisungen). Sie wurde im Rahmen des SEPA-Projektes im Januar 2008 eingeführt und gleicht weitgehend dem bisherigen Zahlungsbeleg; anstatt Kontonummer und Bankleitzahl des Empfängers werden Internationale Bankkontonummer (IBAN) und Bank Identifikations-Code (BIC/SWIFT-Code) eingetragen.

### Angelsächsischer Raum
Auch im englischsprachigen Raum erfüllt der Zahlschein (englisch payment form) die Funktion der halbbaren Zahlung.